# Epidysnos
Epidysnos är ett släkte av skalbaggar. Epidysnos ingår i familjen plattnosbaggar.
Kladogram enligt Catalogue of Life:
| Epidysnos | \| \| Epidysnos procer \| \| \| \| \| \| Epidysnos sericeus \| \| \| \| |
|           | \| \| Epidysnos procer \| \| \| \| \| \| Epidysnos sericeus \| \| \| \| |
|           | Epidysnos procer                                                        |
|           |                                                                         |
|           | Epidysnos sericeus                                                      |
|           |                                                                         |